# Вишнёвое (Волгоградская область)
Вишнёвое — село Жирновского района Волгоградской области России, в составе Верхнедобринского сельского поселения.
Население — 241 (2010)

## Физико-географическая характеристика
Село находится на юго-востоке Жирновского района в пределах Доно-Медведицкой гряды Приволжской возвышенности, являющейся частью Восточно-Европейской равнины. В границах села находится исток реки Грязнухи. Рельеф местности холмисто-равнинный, развита овражно-балочная сеть. Высота центра населённого пункта — около 220 метров над уровнем моря. Почвы — чернозёмы южные..
По автомобильным дорогам расстояние до областного центра города Волгограда составляет 340 км, до районного центра города Жирновск — 62 км, до административного центра сельского поселения села Верхняя Добринка — 16 км.
Климат
Климат умеренный континентальный (согласно классификации климатов Кёппена — влажный континентальный климат (Dfa) с тёплым летом и холодной и продолжительной зимой). Многолетняя норма осадков — 424 мм. Наибольшее количество осадков выпадает в июне — 49 мм, наименьшее в марте — 22 мм. Среднегодовая температура положительная и составляет + 5,9 °С, средняя температура самого холодного месяца января −10,7 °С, самого жаркого месяца июля +21,6 °С.

## История
Дата основания не установлена. Упоминается с 1765 года. Согласно Историко-географическому словарю Саратовской губернии, составленному в 1898—1902 годах, Грязнуха являлась селом Верхне-Добринской волости Камышинского уезда Саратовской губернии. До 1890 года являлось волостным селом Грязнухинской волости, образованной после освобождения крестьян и состоявшей из села Грязнухи и деревни Макаровки. Крестьяне — великороссы, православные и старообрядцы. В 1867 году открыта сельская школа, в 1887 года — школа грамотности. В селе имелось два сельских общества — Бурковское и Шомпулевское (по фамилиям бывших помещиков). По сведениям Верхне-Добринского волостного правления в 1894 году всей земли у крестьян обоих обществ: надельной удобной — 634 десятины, приобретённой на правах частной собственности — 1578 десятин.
В 1866 году был основан женский монастырь. К монастырю было приписано 270 десятин земли. При монастыре были две церкви: Соборная Святой Троицы и домашняя Никольская, огромный сад. Община, кроме сельского хозяйства, также занималась тканьём ковров. При монастыре был приют для девочек и богадельня. После революции монастырь был расформирован, а на его месте образована коммуна.
С 1928 года — центр Грязнухинского сельсовета Красноярского района Камышинского округа (округ упразднён в 1930 году) Нижне-Волжского края. С 1935 года в составе Неткачевского района Сталинградского края (с 1936 года — Сталинградской области). После упразднения Неткачевского района передано в состав Красноярского района. В 1962 г. указом Президиума Верховного Совета РСФСР село Грязнуха переименовано в Вишнёвое. В 1963 году в связи с упразднением Красноярского района передано в состав Жирновского района
Решением исполкома облсовета от 9 декабря 1967 года № 30/1592 на территории Жирновского района был упразднён Вишнёвский сельсовет (с передачей его территории в состав Верхнедобринского сельсовета)

## Население
Динамика численности населения
| 1886 | 1891 | 1897 | 1911 | 1987 | 2002 |
| ---- | ---- | ---- | ---- | ---- | ---- |
| 1989 | 2340 | 1785 | 1830 | ≈340 | 256  |

| 2010 |
| ---- |
| 241  |

### Известные жители
- Готовицкий, Михаил Хрисанфович (1876—1937) — камышинский уездный предводитель дворянства, член IV Государственной думы от Саратовской губернии.